# Jack Colback
Jack Raymond Colback (Newcastle upon Tyne, Inglaterra, Reino Unido, 24 de octubre de 1989), más conocido como Jack Colback, es un futbolista inglés que juega de centrocampista en el Queens Park Rangers F. C. de la EFL Championship de Inglaterra.

## Carrera
Colback se unió a la cantera del Sunderland cuando tenía diez años de edad en 1999. Fue cedido al Ipswich Town F. C. dos veces en 2009 y 2010. Jugó cincuenta partidos en el azul de Ipswich; los otros jugadores de los "Tractor Boys" lo votaron como jugador del año 2009-10. 
Colback es un mediocampo combativo; en su primer partido con el Sunderland contra el Wolverhampton Wanderers en 2010 recibió una tarjeta roja después de solamente nueve minutos. actualmente no es un jugador muy indisciplinado - nunca recibió una tarjeta roja con el Ipswich - pero Colback es conocido por sus esfuerzos y entradas con Ipswich y Sunderland.[cita requerida]
Luego de no renovar su contrato con el Sunderland, ficha de manera libre con el eterno rival del exequipo, el Newcastle United el 9 de junio de 2014. Los directivos del Sunderland dejaron saber que se sentían decepcionados ante la decisión de Jack.

## Clubes
| Club                             | País       | Año       |
| -------------------------------- | ---------- | --------- |
| Sunderland A. F. C.              | Inglaterra | 2009-2014 |
| Ipswich Town F. C. (cedido)      | Inglaterra | 2009-2010 |
| Ipswich Town F. C. (cedido)      | Inglaterra | 2010-2011 |
| Newcastle United F. C.           | Inglaterra | 2014-2020 |
| Nottingham Forest F. C. (cedido) | Inglaterra | 2018      |
| Nottingham Forest F. C. (cedido) | Inglaterra | 2018-2019 |
| Nottingham Forest F. C.          | Inglaterra | 2020-2023 |
| Queens Park Rangers F. C.        | Inglaterra | 2023-     |